# Trochoideus desjardinsi
Trochoideus desjardinsi är en skalbaggsart som beskrevs av Guérin-Méneville 1857. Trochoideus desjardinsi ingår i släktet Trochoideus och familjen svampbaggar. Inga underarter finns listade i Catalogue of Life.

## Bildgalleri

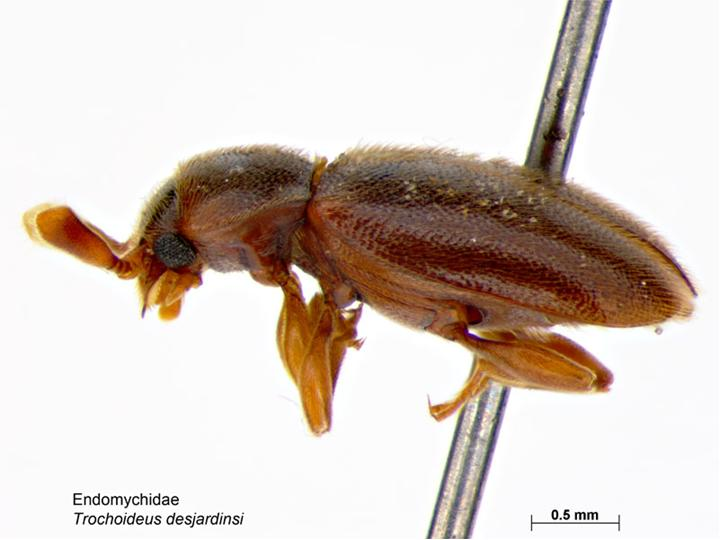